# Rei d'Hongria
Rei d'Hongria (hongarès: Magyar királya) és el títol que porta el monarca del Regne d'Hongria. 
El títol de rei hongarès sorgí quan el príncep Esteve I adoptà el cristianisme com a religió estatal. 
Alguns reis d'Hongria (Esteve I, així com Maria Teresa i els seus successors) prengueren el títol de Sa Majestat Apostòlica, arrogant-se poder espiritual juntament amb el secular.

## Història
El títol fou creat el 1000, després de l'adopció del cristianisme per Esteve I. Gairebé tots els reis d'Hongria foren coronats amb la corona de sant Esteve.
De facto, l'últim rei d'Hongria fou Carles IV, encara que el país restà una monarquia de iure fins al 1946.